# Ceratitis
Ceratitis is een geslacht van insecten uit de familie van de Boorvliegen (Tephritidae), die tot de orde tweevleugeligen (Diptera) behoort.

## Soorten
- C. capitata: Middellandse-zeevlieg Wiedemann, 1824
- C. cosyra: Mango-fruitvlieg Walker, 1849